# Hilara amurensis
Hilara amurensis är en tvåvingeart som beskrevs av Straka 1987. Hilara amurensis ingår i släktet Hilara och familjen dansflugor. Inga underarter finns listade i Catalogue of Life.